# World Glacier Monitoring Service
O World Glacier Monitoring Service (WGMS) (em português: Serviço Mundial de Observação de Glaciares), está sediado em Zurique na Suíça e foi criado em 1986, combinando dois serviços então existentes: o PSFG (Permanent Service on Fluctuations of Glaciers) e o TTS/WGI (Temporal Technical Secretary/World Glacier Inventory). A missão do WGMS é:
"(...)recolher observações padronizadas sobre as variações de massa, volume, área e comprimento dos glaciares com o tempo (flutuações glaciares), bem como informação estatística sobre a distribuição espacial do gelo superficial (inventários glaciares)(...)"